# Medullär svampnjure
Medullär svampnjure är en ovanlig sjukdom varvid urinvägarna är utspända av cystor. Behandlingen går ut på att undvika stenbildning. Sjukdomen gör också att njuren är mer infektionskänslig.
I sällsynta fall kan medullär svampnjure även leda till allvarligare problem såsom kronisk njursjukdom eller njursvikt. Vanligare komplikationer till följd av detta sjukdomstillstånd är:
- Urinvägsinfektion (UVI)
- Hematuri eller blod i urinen
- Njursten

Forskarna är idag inte helt säkra på varför detta tillstånd uppstår eller varför cystor bildas under fostrets utveckling. Det är ett sällsynt tillstånd som endast en bråkdel (ca 0,02 procent) av befolkningen drabbas av. Sjukdomstillståndet förekommer över hela världen, men är vanligare hos personer som utvecklar kalciumbaserad njursten.
Tillståndet beskrevs redan 1939 men fick inte särskilt mycket uppmärksamhet på grund av den låga förekomsten och att man trodde sjukdomstillståndet var godartat. Studier som har utförts på senare år har dock visat att dessa uppfattningar är felaktiga. Medullär svampnjure är till exempel en riskfaktor för benskörhet.
Idag finns ingen metod för att bota tillståndet, utan patienter som diagnostiserats med medullär svampnjure behandlas istället för befintlig urinvägsinfektion (UVI) samt att eventuell njursten avlägsnas.